# ستيف باتلر (رياضياتي)
ستيف باتلر (بالإنجليزية: Steve Butler)‏ هو رياضياتي أمريكي، ولد في 16 مايو 1977.

## وصلات خارجية
- الموقع الرسمي